# Аней
Аней (на японски: 安寧天皇; Annei-tennō) е третият легендарен император на Япония според традиционния списък на японските владетели.

## Биография
Много малко е известно за този владетел поради липсата на материал за проучвания. Името на император Аней се споменава както в Коджики, така и в Нихоншоки, където е записана само неговата генеалогия. Въпреки че японците традиционно приемат историческото съществуване на този суверен, не са открити запазени съвременни записи, които да потвърждават мнението, че тази историческа фигура действително е царувала. Сред съвременните историци Аней е известен като „легендарен император“, тъй като самото му съществуване е под въпрос.
Смята се, че преди да се възкачи на престола, той е бил известен като принц Шикицу-хико Таматеми. Шикицу-хико Таматеми е или най-големият, или единственият син на император Суизей с Исудзуйори-химе. В Коджики е записано, че той управлява от двореца Укена-но-мия (на японски: 片塩浮穴宮, Ukena-no-miya) в Каташиро, провинция Кавачи, в днешната префектура Канагава. По време на предполагаемия живот на император Аней той е имал една съпруга на име Нунасоко Накацу-химе и три деца с нея. Смята се, че Аней управлява от 549 г. пр. н.е. до смъртта си през 511 г. пр.н.е. и е наследен от втория или от третия си син, който става император Итоку.
Точното местоположение на гроба на Аней е неизвестно, но в Нара се поддържа шинто мемориал в негова чест.